# Can Pins (Argentona)
Can Pins és una obra d'Argentona (Maresme) inclosa a l'Inventari del Patrimoni Arquitectònic de Catalunya.

## Descripció
És una casa pairal amb teulada a quatre vessants i alçada de baixos, pis i golfes. L'edifici principal, amb torre adossada, és de composició historicista eclèctica i pertany a principis de segle xx. Annex a aquest edifici hi ha el cos primitiu, molt important, del celler, conservat en el seu sentit primitiu. Té una superfície més important que l'altra part de la casa, amb quatre trams suportats per tres arcs. Annex a la masia hi ha un gran corral, l'era i tots els cossos necessaris per al servei agrícola del mas.

## Història
De la família Pins se'n conserva un historial complet des de l'any 1131, amb tota la documentació catalogada. La casa ens conserva a l'emplaçament originari. La reforma més important és de primers de segle xx, conservant els tres cossos perpendiculars a la façana i afegint-hi un que suporta la torratxa.